# Kastanjebukig bergtangara
Kastanjebukig bergtangara (Dubusia castaneoventris) är en fågel i familjen tangaror inom ordningen tättingar.

## Utseende och läte
Kastanjebukig tangara är en vacker tvåfärgad tangara, med rödorange undersida och blå ovansida. På huvudet syns en svart öronmask samt vitaktig hjässa och likfärgat mustaschstreck.

## Utbredning och systematik
Fågeln behandlas numera som monotypisk och förekommer i Andernas östsluttning i Peru ((La Libertad till Puno) och Bolivia (La Paz till västra Santa Cruz). Den behandlas som monotypisk, det vill säga att den inte delas in i några underarter.

## Levnadssätt
Kastanjebukig bergtangara hittas som namnet avslöjar i bergstrakter. Den ses i molnskogar helav vägen upp till trädgränsen. Där födosöker den kring skogsbryn enstaka eller i par, ofta som en del av kringvandrande artblandade flockar.

## Status och hot
Arten har ett stort utbredningsområde, men tros minska i antal, dock inte tillräckligt kraftigt för att den ska betraktas som hotad. Internationella naturvårdsunionen IUCN listar arten som livskraftig (LC).